# Yu Qiuyu
Yu Qiuyu est un érudit et écrivain, né le 23 août 1946 à Qiaotou, Zhejiang. 
Il a été doyen honoraire, doyen, professeur et directeur de thèse de la faculté des sciences humaines et des arts de l'université des sciences et technologies de Macao. 

## Biographie
Né le 23 août 1946 à Qiaotou[réf. nécessaire], comté de Yuyao, province du Zhejiang (aujourd'hui comté de Cixi), il déménage à Shanghai en 1957 et obtient son diplôme de l'école secondaire de Shanghai Jinyuan en 1963. Il est admis à l'Académie de théâtre de Shanghai.
En août 1968, il est diplômé du département d'art dramatique et de littérature de l'Académie de théâtre de Shanghai.
De 1983 à 1986, il publie une série d'ouvrages académiques : Manuscrit d'histoire de la théorie du théâtre, Psychologie esthétique du théâtre, Revue de l'histoire de la culture théâtrale chinoise, Projet de création artistique, etc. Il gagne le prix de philosophie et de sciences sociales de Shanghai, le premier prix du meilleur matériel pédagogique national.